# Charles Ready Haskell
Pour les articles homonymes, voir Haskell (homonymie).
Charles Ready Haskell, né le 19 août 1815 près de Nashville (Tennessee) et mort le 27 mars 1836 à Goliad (Texas), est un soldat américain ayant été tué lors du massacre de Goliad pendant la Révolution texane.
Une ville et un comté, tous deux au Texas, portent aujourd'hui son nom.